# بلدة فورت غرتيوت (ميشيغان)
فورت غرتيوت (بالإنجليزية: Fort Gratiot Township, Michigan)‏ هي بلدة تقع بولاية ميشيغان في الولايات المتحدة. تبلغ مساحتها 41.7 (كم²)، وترتفع عن سطح البحر 185 م، بلغ عدد سكانها 10691 نسمة في عام تعداد الولايات المتحدة 2000 حسب إحصاء مكتب تعداد الولايات المتحدة وتصل الكثافة السكانية فيها 256.7 نسمة/كم2.

## أعلام
- هيرب هاموند
- دانيال كادي إيتون

## وصلات خارجية
- - The US50 - Cities and Towns in Michigan State
- Michigan Cities and Towns, Facts, Map, Flag, Colleges, Government, and More